# A váratlan vendég (Agatha Christie)
Agatha Christie A váratlan vendég (The Unexpected Guest) című műve eredetileg színdarabnak készült, majd 1999-ben Charles Osborne átdolgozta regénnyé.
Magyar nyelven először 2007-ben jelent meg a debreceni Aquila kiadónál, majd 2014-ben az Európa kiadónál, mind a kétszer Kovács Ivett fordításában.

## Cselekmény
|  | Alább a cselekmény részletei következnek! |

Michael Starkwedder Dél-Walesben az esti ködben árokba borul az autójával. Mivel nem jár arra egy lélek sem, kénytelen gyalog segítségért indulni.Talál egy előkelő villát, bekopog a teraszajtón, de nincs válasz, ezért benyit. Odabent egy tolószékben ülő férfit talál. Megdöbbenve tapasztalja, hogy a férfit (Mr. Warwickot) agyonlőtték. A szoba közepén áll a fiatal és vonzó Laura Warwick egy pisztollyal a kezében, és azt állítja, hogy lelőtte a férjét, Mr. Warwickot. Michael azonban nem hívja a rendőrséget, hanem megkéri a hölgyet, hogy meséljen a férjéről. Laura vallomásából kiderül, hogy Mr. Warwick vadász volt, vakmerő, szeszélyes és rettenthetetlen. Aztán egy baleset miatt tolószékbe került, és egyre elviselhetetlenebbé vált: agresszív lett, ivott, rosszul bánt a környezetében élő emberekkel, még a fogyatékkal élő öccsét is intézetbe akarta záratni, és az volt a szórakozása, hogy esténként lőtt mindenre, ami élt és mozgott. Még egy halálos balesetet is okozott: ittasan vezetett, gyorsan hajtott és elütötte egy skót férfi, egy bizonyos MacGregor fiát, pont Laura születésnapján, május 15-én.
Michael egyből beleszeret Laurába, és ráveszi, hogy tüntessék el a bizonyítékokat, hogy úgy tűnjön, mintha a gyilkosságot MacGregor követte volna el, megbosszulva ezzel a fia halálát. Újságból kivágott betűkből készítenek üzenetet, amelyre ennyi van írva: május 15 fizetve. Az üzenetet a holttestre rakják. Michael lead egy lövést, majd kimegy, hogy később a megjátszott váratlan vendégként térjen vissza. Laura ezalatt fejfájást színlel felébresztve ezzel a ház többi lakóját. A család megtalálja a holttestet, megrémülnek, majd belép Michael, és Laurával együtt rémületet színlelnek a halott Warwick láttán. Az üzenet megtalálása után mindenki MacGregorra gyanakszik, amit a páros megnyugodva tapasztal. Kiérkezik a rendőrség. Világos, hogy mi történt, csakhogy mindenkinek meglett volna az indítéka a gyilkosságra, ugyanis Mr. Warwick a feleségével és az édesanyjával rosszul bánt, az öccsét, Jant intézetbe akarta záratni, az inast nem fizette meg rendesen, és megölte MacGregor kisfiát. A rendőrség mindenkit kizár MacGregor kivételével, és elindulnak, hogy felkutassák a férfit.
Michael azonban nem hiszi el, hogy Laura a gyilkos. Hogy meggyőződjön az igazáról, a nő kezébe ad egy töltetlen pisztolyt és megkéri, hogy mutassa meg, hogyan lőtte le a férjét. Laura azonban nem tud mit kezdeni a pisztollyal, látszik rajta, hogy soha életben nem fogott még fegyvert, így teljesen nyilvánvalóvá válik, hogy nem ő a gyilkos. De akkor ki? Kiderül, hogy Laura kezdetben minden segítséget megadott a férjének, de az visszautasította, aztán megtörtént az elkerülhetetlen: Laura beleszeretett valaki másba. Szeretője Julian Farrar politikus volt, aki egyből elhagyta, amikor megtudta, hogy gyilkosság történt, mert félt, hogy gyanúsíthatják és ezzel politikai népszerűségének befellegzett. Laura azt hitte, hogy Julian a gyilkos és azért állt pisztollyal a szoba közepén, hogy magára terelje a gyanút. De nem a szerető ölte meg Mr. Warwickot, mert a gyilkosság még jóval azelőtt történt, hogy Julian átlépte volna a ház küszöbét.
Michael – miután a rendőrség teljesen kizárta azt, hogy ő lenne a gyilkos- távozni akar, habár még mindig nagyon szerelmes az összetört szívű Laurába. A háziak azonban pont a férfit látják arra alkalmasnak, hogy titkaikat elmondják neki. Az inas elárulja azt, hogy nagyon dühös Mr Warwickra, amiért nem fizette meg rendesen, Warwick édesanyja pedig azt, hogy látta, hogy a fia egy szörnyeteg és az, hogy életet adott neki, akár már fel is jogosíthatná, hogy azt az életet elvegye. Eközben szomorú dolog történik: a fogyatékkal élő Jan a ház urának képzeli magát, egy pisztollyal játszik, megsebesíti az egyik rendőrt, majd szíven lövi magát és meghal. A történet itt váratlan fordulatot vesz: a rendőrség kideríti, hogy MacGregor két éve halott, szóval a gyilkos mégiscsak a házban lesz.
Michael és Laura amikor kettesben maradnak, találgatni kezdenek. A férfi feldob egy ötletet:
- Lehet, hogy MacGregor nem is halt meg, csak személyazonosságot változtatott. Az nem nagy dolog manapság. Aztán levágatta a szakállát, átfestette a haját, meg amit ilyenkor szoktak. Fogott egy pisztolyt, bejött a házba, majd azt mondta Mr. Warwicknak ' Nálad is van egy fegyver, nálam is. Háromig számolok, aztán lövünk.' Számol. Warwick azonban nem úriember, nem várja meg a hármat, és bár nagyon jól lő, ezúttal elhibázza. MacGregor azonban nem hibázza el. Lelövi, aztán elmenekül. Aztán visszajön.
- Miért jönne vissza? – kérdezi Laura.
- Mert árkot fog a kocsijával és segítséget kér. – mondja Michael, vagyis MacGregor, majd távozik.
|  | Itt a vége a cselekmény részletezésének! |

## Színdarab
A Váratlan vendég (The Unexpected Guest) Agatha Christie 1958-ban bemutatott színdarabja. A mű a londoni Duchess Theatre-ben nyitott 1958 augusztusában, ahol nemcsak kasszasiker lett, de a kritikusok tetszését is elnyerte. 612 előadást tartottak belőle, mely minden addigi rekordot megdöntött a színházban.
A színdarabot Charles Osborne 1999-ben regénnyé dolgozta át (csakúgy, mint a Feketekávé, és a Pókháló című krimi-színdarabokat is).
Magyarországon először a Madách Színház mutatta be 2016-ban.